# Solaize
Solaize és un municipi francès, situat a la metròpoli de Lió i a la regió de Alvèrnia - Roine-Alps. L'any 2007 tenia 2.687 habitants.

## Demografia

### Població
El 2007 la població de fet de Solaize era de 2.687 persones. Hi havia 1.003 famílies de les quals 214 eren unipersonals (92 homes vivint sols i 122 dones vivint soles), 306 parelles sense fills, 414 parelles amb fills i 69 famílies monoparentals amb fills.
La població ha evolucionat segons el següent gràfic:
Habitants censats

### Habitatges
El 2007 hi havia 1.040 habitatges, 1.007 eren l'habitatge principal de la família, 11 eren segones residències i 23 estaven desocupats. 902 eren cases i 137 eren apartaments. Dels 1.007 habitatges principals, 769 estaven ocupats pels seus propietaris, 219 estaven llogats i ocupats pels llogaters i 20 estaven cedits a títol gratuït; 12 tenien una cambra, 46 en tenien dues, 128 en tenien tres, 278 en tenien quatre i 543 en tenien cinc o més. 936 habitatges disposaven pel capbaix d'una plaça de pàrquing. A 372 habitatges hi havia un automòbil i a 567 n'hi havia dos o més.

### Piràmide de població
La piràmide de població per edats i sexe el 2009 era:
| Homes | Edats   | Dones |
| ----- | ------- | ----- |
| 0     | 95 o +  | 0     |
| 0     | 90 a 94 | 8     |
| 12    | 85 a 89 | 12    |
| 4     | 80 a 84 | 8     |
| 32    | 75 a 79 | 24    |
| 24    | 70 a 74 | 32    |
| 36    | 65 a 69 | 56    |
| 52    | 60 a 64 | 52    |
| 68    | 55 a 59 | 52    |
| 104   | 50 a 54 | 116   |
| 84    | 45 a 49 | 84    |
| 92    | 40 a 44 | 64    |
| 100   | 35 a 39 | 108   |
| 76    | 30 a 34 | 92    |
| 80    | 25 a 29 | 56    |
| 60    | 20 a 24 | 36    |
| 60    | 15 a 19 | 88    |
| 84    | 10 a 14 | 76    |
| 160   | 5 a 9   | 56    |
| 56    | 0 a 4   | 72    |

## Economia
El 2007 la població en edat de treballar era de 1.808 persones, 1.331 eren actives i 477 eren inactives. De les 1.331 persones actives 1.253 estaven ocupades (678 homes i 575 dones) i 78 estaven aturades (40 homes i 38 dones). De les 477 persones inactives 179 estaven jubilades, 196 estaven estudiant i 102 estaven classificades com a «altres inactius».

### Ingressos
El 2009 a Solaize hi havia 1.014 unitats fiscals que integraven 2.760 persones, la mediana anual d'ingressos fiscals per persona era de 23.936,5 €.

### Activitats econòmiques
Dels 124 establiments que hi havia el 2007, 2 eren d'empreses alimentàries, 2 d'empreses de coc i refinatge, 2 d'empreses de fabricació de material elèctric, 5 d'empreses de fabricació d'altres productes industrials, 16 d'empreses de construcció, 26 d'empreses de comerç i reparació d'automòbils, 7 d'empreses de transport, 10 d'empreses d'hostatgeria i restauració, 1 d'una empresa d'informació i comunicació, 5 d'empreses financeres, 5 d'empreses immobiliàries, 20 d'empreses de serveis, 16 d'entitats de l'administració pública i 7 d'empreses classificades com a «altres activitats de serveis».
Dels 21 establiments de servei als particulars que hi havia el 2009, 3 eren tallers de reparació d'automòbils i de material agrícola, 1 paleta, 3 guixaires pintors, 1 fusteria, 2 lampisteries, 3 electricistes, 1 perruqueria, 4 restaurants, 2 agències immobiliàries i 1 saló de bellesa.
Dels 4 establiments comercials que hi havia el 2009, 1 era una gran superfície de material de bricolatge, 1 una fleca i 2 floristeries.
L'any 2000 a Solaize hi havia 27 explotacions agrícoles que ocupaven un total de 578 hectàrees.

## Equipaments sanitaris i escolars
L'únic equipament sanitari que hi havia el 2009 era una farmàcia.
El 2009 hi havia 1 escola maternal i 1 escola elemental.

## Poblacions més properes
El següent diagrama mostra les poblacions més properes.